# Lista de prefeitos de Cachoeira do Sul
Esta é a lista de prefeitos e vice-prefeitos do município de Cachoeira do Sul, estado brasileiro do Rio Grande do Sul.
| Nº | Nome                                     | Partido | Vice-Prefeito                           | Início do mandato      | Fim do mandato         | Observações                                    |
| 1  | Olímpio Coelho Leal                      | PRR     | —                                       | 1892                   | 1893                   | Intendente nomeado                             |
| 2  | David Barcelos                           | PRR     | —                                       | 1893                   | 1897                   | Intendente eleito                              |
| —  | David Barcelos                           | PRR     | —                                       | 1897                   | 1901                   | Intendente reeleito                            |
| —  | David Barcelos                           | PRR     | —                                       | 1901                   | 1904                   | Intendente eleito novamente                    |
| 3  | Viriato Viana                            | PRR     | —                                       | 1904                   | 1906                   | Intendente nomeado                             |
| 4  | Cândido Freitas                          | PRR     | —                                       | 1906                   | 1908                   | Intendente eleito                              |
| 5  | Isidoro Neves da Fontoura                | PRR     | —                                       | 1908                   | 1912                   | Intendente eleito                              |
| 6  | Roberto Salim                            | PRR     | —                                       | 1912                   | 1912                   | Intendente nomeado                             |
| 7  | Horácio Gonçalves Borges                 | PRR     | —                                       | 1912                   | 1912                   | Intendente nomeado                             |
| 8  | Balthazar Patrício de Bem                | PRR     | —                                       | 1912                   | 1916                   | Intendente eleito                              |
| 9  | Francisco Nogueira da Gama               | PRR     | —                                       | 1916                   | 1920                   | Intendente eleito                              |
| 10 | Aníbal Lopes Loureiro                    | PRR     | —                                       | 1920                   | 1920                   | Intendente nomeado                             |
| —  | Aníbal Lopes Loureiro                    | PRR     | —                                       | 1920                   | 1924                   | Intendente eleito                              |
| 11 | Francisco Nogueira da Gama               | PRR     | —                                       | 1924                   | 1925                   | Intendente eleito                              |
| 12 | João Neves da Fontoura                   | PRR     | —                                       | 1925                   | 1928                   | Intendente eleito                              |
| 13 | Carlos Nogueira da Gama                  | PRR     | —                                       | 1928                   | 1928                   | Intendente nomeado                             |
| 14 | José Carlos Barbosa                      | PRR     | —                                       | 1928                   | 1930                   | Intendente eleito                              |
| 15 | Leopoldo Ribeiro dos Santos Sousa        | PDC     | —                                       | 1930                   | 1932                   | Prefeito nomeado                               |
| 16 | Aldomiro Franco                          | PSD     | —                                       | 1932                   | 1935                   | Prefeito nomeado                               |
| —  | Aldomiro Franco                          | PSD     | —                                       | 1935                   | 1938                   | Prefeito eleito                                |
| 17 | Reinaldo Paulo Carlos Roesch             | PSD     | —                                       | 1938                   | 1939                   | Prefeito nomeado                               |
| 18 | Cyro da Cunha Carlos                     | PSP     | —                                       | 1939                   | 1945                   | Prefeito nomeado                               |
| 19 | Alfeu Escobar                            | UCR     | —                                       | 1945                   | 1945                   | Prefeito nomeado                               |
| 20 | Jacinto Dias Filho                       | UCR     | —                                       | 1945                   | 1946                   | Prefeito nomeado                               |
| 21 | Cyro da Cunha Carlos                     | PSP     | —                                       | 1946                   | 1947                   | Prefeito nomeado                               |
| 22 | Mário Godoy Ilha                         | PDC     | —                                       | 1947                   | 1947                   | Prefeito nomeado                               |
| 23 | Liberato Salzano Vieira da Cunha         | PSD     | Frederico Gressler                      | 1947                   | 1950                   | Prefeito e vice eleitos                        |
| 24 | Frederico Gressler                       | PSD     | —                                       | 1950                   | 1951                   | Vice-prefeito eleito no cargo de prefeito      |
| 25 | Virgilino Jayme Zinn                     | PTB     | Henrique Fonseca Ghignatti              | 1951                   | 1954                   | Prefeito e vice eleitos                        |
| 26 | Henrique Fonseca Ghignatti               | PTB     | —                                       | 1954                   | 1955                   | Vice-prefeito eleito no cargo de prefeito      |
| 27 | Virgilino Jayme Zinn                     | PTB     | —                                       | 1955                   | 1955                   | Prefeito nomeado                               |
| 28 | Arnoldo Paulo Fürstenau                  | PSD     | Luiz Gonzaga Machado (PTB)              | 1955                   | 1959                   | Prefeito e vice eleitos                        |
| 29 | Moacyr Cunha Rösing                      | PSD     | Danilo Pedro Strassburger (PL)          | 1959                   | 1964                   | Prefeito e vice eleitos                        |
| 30 | Arnoldo Paulo Fürstenau                  | ARENA   |                                         | 1964                   | 1969                   | Prefeito eleito                                |
| 31 | Honorato de Souza Santos                 | ARENA   | Danilo Pedro Strassburger               | 1969                   | 1973                   | Prefeito e vice eleitos                        |
| 32 | Pedro Germano                            | ARENA   | Júlio Cezar Mandagaran Caspani          | 1973                   | 1977                   | Prefeito e vice eleitos                        |
| 33 | Júlio Cezar Mandagaran Caspani           | ARENA   | José Darcy Machado                      | 31 de janeiro de 1977  | 30 de janeiro de 1983  | Prefeito e vice eleitos                        |
| 34 | Ivo Renê Pinto Garske                    | PDS     | Nelson Costa Schirmer                   | 31 de janeiro de 1983  | 31 de dezembro de 1988 | Prefeito e vice eleitos                        |
| 35 | Acido Witeck                             | PMDB    | Sérgio Ghignatti                        | 1.º de janeiro de 1989 | 31 de dezembro de 1992 | Prefeito e vice eleitos                        |
| 36 | Ivo Renê Pinto Garske                    | PDT     | David Antão Ribeiro                     | 1.º de janeiro de 1993 | 31 de dezembro de 1996 | Prefeito e vice eleitos                        |
| 37 | Taufik Badui Germanos Neto, Pipa Germano | PPB     | Cláudio Vicente Scaniello Schlottfeldt  | 1.º de janeiro de 1997 | 31 de dezembro de 2000 | Prefeito e vice eleitos                        |
| 37 | Taufik Badui Germanos Neto, Pipa Germano | PPB     | Cláudio Vicente Scaniello Schlottfeldt  | 1.º de janeiro de 2001 | 31 de dezembro de 2004 | Prefeito e vice reeleitos                      |
| 38 | Marlon Arator Santos da Rosa             | PFL     | Hilton Benjamim de Franceschi (PSDB)    | 1.º de janeiro de 2005 | 31 de dezembro de 2008 | Prefeito e vice eleitos                        |
| 39 | Sérgio Ghignatti                         | PMDB    | Ronaldo Rudolfo Milbradt Trojahn (PMDB) | 1.º de janeiro de 2009 | 31 de dezembro de 2012 | Prefeito e vice eleitos                        |
| 40 | Luís Neiron Teixeira Viegas              | PT      | Mariana Silva Carlos (PT)               | 1.º de janeiro de 2013 | 31 de dezembro de 2016 | Prefeito e vice eleitos                        |
| 41 | Sérgio Ghignatti                         | PDT     | Joaquim Cleber Cardoso da Silva (PDT)   | 1.º de janeiro de 2017 | 31 de dezembro de 2020 | Prefeito e vice eleitos                        |
| 42 | José Otávio Germano                      | PP      | Angela Schumacher Schuh (PP)            | 1.º de janeiro de 2021 | 07 de dezembro de 2023 | Prefeito e vice eleitos                        |
| 43 | Angela Schumacher Schuh                  | PP      |                                         | 11 de dezembro de 2023 | 31 de dezembro de 2024 | Prefeita, após renúncia de José Otávio Germano |
| 44 | Leandro Tittelmaier Balardin             | PSDB    | Dulce Maria Marques Lopes               | 1º de janeiro de 2025  | atual                  | Prefeito e vices eleitos                       |